# 玻色–爱因斯坦统计
玻色-爱因斯坦统计是玻色子所依从的统计规律。
根据量子力学，玻色子是自旋为整数的粒子，其本征波函数对称，在玻色子的某一个能级上，可以容纳无限个粒子。因而符合玻色-爱因斯坦统计分布的粒子，当他们处于某一分布{\displaystyle \left\{n_{j}\right\}}（“某一分布”指这样一种状态：即在能量为{\displaystyle \left\{\epsilon _{j}\right\}}的能级上同时有{\displaystyle n_{j}}个粒子存在着，不难想象，当宏观观察体系能量一定的时候，从微观角度观察体系可能有很多种不同的分布状态，而且在这些不同的分布状态中，总有一些状态出现的几率特别的大，而其中出现几率最大的分布状态被称为最可几分布）时，体系总状态数为：
{\displaystyle \Omega _{j}={\frac {(g_{j}+n_{j}-1)!}{n_{j}!(g_{j}-1)!}}}
| 〇〇〇〇……〇 | 〇〇〇 | 〇 | ………… | 〇 | __ | ………… | __ | __ |

对这一公式的理解是这样的：把{\displaystyle g_{j}}个简并能级看作一个拥有{\displaystyle g_{j}}个隔室的大盒子，把{\displaystyle n_{j}}个粒子看作准备放入盒子中的{\displaystyle n_{j}}个不可区分的小球，则可以把这个向盒子里面放小球的过程看作{\displaystyle n_{j}}个小球和盒子中{\displaystyle (g_{j}-1)}个隔室壁的随机排列过程，则这样的排列一共有{\displaystyle (g_{j}+n_{j}-1)!}种可能出现的状态；另一方面，小球和小球是不可区分的，隔室壁和隔室壁也是不可区分的，因此对小球和隔室壁的计数都有重复，需要除以这种重复计数{\displaystyle (g_{j}-1)!}和{\displaystyle (n_{j})!}，最终得到的结果就是上述结果。
| 状态1 | 状态2 | 状态3 |
| ----- | ----- | ----- |
| A     | A     |       |
|       | A     | A     |
| A     |       | A     |
| AA    |       |       |
|       | AA    |       |
|       |       | AA    |

{\displaystyle \Omega _{j}={\frac {(g_{j}+n_{j}-1)!}{n_{j}!(g_{j}-1)!}}g_{j}=3;n_{j}=2;\Omega _{j}=6}
玻色-爱因斯坦统计的最可几分布的数学表达式为：
{\displaystyle \left\{n_{j}^{BE}\right\}={\frac {g_{j}e^{\alpha }e^{\beta \epsilon _{j}}}{1-e^{\alpha }e^{\beta \epsilon _{j}}}}}
由于量子统计在数学处理上非常困难（對於非物理系所的人員而言的確如此），因此在处理实际问题时经常引入一些近似条件，使费米-狄拉克统计和玻色-爱因斯坦统计退化成为经典的麦克斯韦-玻尔兹曼统计。